# Holcim Forum for Sustainable Construction
A Holcim Forum a Holcim Foundation által a fenntartható építészet témakörében megrendezett nemzetközi konferenciasorozat. A szimpózium célja, hogy teret biztosítson a fenntartható építészetről folyó diskurzus számára építészek, mérnökök valamint építőipari szakemberek között, és ezáltal előmozdítsa a fenntartható építészet fejlődését. A Holcim Forum az építőipar, az üzleti és a társadalmi élet szakértőit a fenntartható építészet legkülönbözőbb területeinek fejlesztésére, újító elképzelésekre és kézzelfogható megoldásokra ösztönzi.

## A harmadik nemzetközi Holcim Forum
A Re-inventing Construction (Az építészet újragondolása) témában megrendezett harmadik Holcim Forum-ra 270 nemzetközi szakértő érkezett összesen 39 országból. A 2010 áprilisában megtartott eseménynek Mexikóváros adott otthont. A nemzetközileg elismert szakértők előadásain és a kerekasztal megbeszéléseken túl a Forum négy műhelymunkának is helyet adott a következő témakörökben: 
- CO2-csökkentés (Reduce CO2) - Zéró emisszió technológiák;
- A város mint forrás (Mine the city) - A logisztikától a városi anyagcsere körforgásig;
- Az érintettek serkentése (Stimulate stakeholders) - Ösztönzés a végrehajtásban;
- Játék az összetettséggel (Play with complexity) – Egységes megoldások és gazdaságosság.

Az eseményről szóló beszámolót a Holcim Foundation Foundations című kiadványában teszik közzé, melyet 2010. folyamán egy a Ruby Press gondozásában megjelenő könyv követ majd.

## Korábbi Holcim Forum-ok
A második Holcim Forum-ot a shanghai-i Tongji Egyetemen (Tongji University) rendezték 2007-ben Urban_Trans_Formation azaz városi átalakulás címen. Az ezt megelőző Forum 2004-ben került megrendezésre Zürichben Basic Needs, vagyis alapvető szükségletek témában.
Az Urban_Trans_Formation (2007, ISBN 978-3-7266-0080-8) és a First Forum (2004, ISBN 3-7266-0069-8) címen a Holcim Foundation gondozásában kiadott publikációk betekintést adnak a szimpózium munkálataiba, összefoglalják annak javaslatait, illetve megörökítik a rendezvény szellemét, a résztvevők erőfeszítéseit. A publikációk pdf formátumban hozzáférhetőek a Holcim Foundation oldalán. Urban Transformation: a 2007-es fórum nyomán egy 400 oldalas esszégyűjtemény jött létre a városi körülmények jövőjéről több mint 50 kiváló építész, várostervező, politikus és művész részvételével a világ minden területéről. A könyv 2008-ban jelent meg (2008, ISBN 978-3-00-024878-8).